# Digital Equipment Corporation PDP-8
Digital Equipment Corporation PDP-8 (PDP-8) је професионални рачунар фирме Digital Equipment Corporation који је почео да се производи у САД током 1965. године.
Користио је централни процесор који се састојао од 12 регистарских плоча а RAM меморија рачунара је имала капацитет од 4 K 12-битних ријечи.

## Детаљни подаци
Детаљнији подаци о рачунару PDP-8 су дати у табели испод.
|                       |                                                         |
| [ 1 ]                 |                                                         |
| Произвођач            |                                                         |
| Тип                   | професионални рачунар                                   |
| Меморија              | 4 K 12-битних ријечи                                    |
| Поријекло             | Сједињене Америчке Државе                               |
| Година                | 1965                                                    |
| Тастатура             | ASR-33 телепринтер                                      |
| Процесор              | централни процесор се састојао од 12 регистарских плоча |
| Фреквенција процесора | 1 (0,5 MIPS)                                            |
| RAM                   | 4 K 12-битних ријечи                                    |
| ROM                   |                                                         |
| Текст                 | зависно од видео терминала                              |
| Графика               |                                                         |
| Боја                  |                                                         |
| Звук                  | FM-PAC (OPLL YM-2413) - 9 канални FM синтисајзер        |
| Димензије             | 48 (ширина) x 55 (дубина) x 84 (висина) / 150 Kg        |
| Портови               |                                                         |
| Оперативни систем     |                                                         |